# Punta di Conio
Punta di Conio är en bergstopp i Österrike, på gränsen till Italien. Den ligger i den västra delen av landet, 400 km väster om huvudstaden Wien. Toppen på Punta di Conio är 3 093 meter över havet, eller 361 meter över den omgivande terrängen. Bredden vid basen är 2,0 km.
Terrängen runt Punta di Conio är huvudsakligen mycket bergig. Runt Punta di Conio är det ganska glesbefolkat, med 30 invånare per kvadratkilometer.. Närmaste större samhälle är Mayrhofen, 16,0 km norr om Punta di Conio. 
I omgivningarna runt Punta di Conio växer i huvudsak blandskog.